# Alex Ebert
Pour les articles homonymes, voir Ebert.
Alexander Michael Tahquitz Ebert dit Alex Ebert, né le 12 mai 1978 à Los Angeles (Californie), est un auteur-compositeur-interprète et musicien américain.
Il est le leader des groupes Ima Robot et Edward Sharpe & The Magnetic Zeros.

## Début
Alex Ebert, né "Alexander Michael Tahquitz Ebert", à Los Angeles en 1978. Petit-fils de Carl Ebert (acteur, metteur en scène et directeur d'institutions culturelles), il est le fils de Michael Ebert, psychothérapeute et musicologue. Sa mère est actrice.  Son père avait l’habitude d’emmener la petite famille se promener en voiture à travers le désert. C’est lors de l’une de ces promenades que sa mère réalisa une vidéo où l’on peut voir sa sœur Gabi se faire bercer. Cette séquence a été utilisée pour le clip "Desert Song".
Son père est celui qui l’initie à la musique en lui faisant écouter Patsy Cline, Willie Nelson, et  Johnny Cash. Ebert cite également le R&B, les chansons des années 1960, Pavarotti, et Beethoven comme sources d’inspiration. À l’adolescence, il entretient une relation difficile avec son père et se tourne vers le Hip-hop. Il voulait à l’origine se lancer dans le Rap.

## Carrière

### Ima Robot
Après la séparation de son premier groupe, 'The Lucky 13's', il fonde Ima Robot en 1997. Le succès arrive plus tard en signant chez Virgin Records au début des années 2000. Ils réalisent leur premier album en 2003 sous le titre éponyme Ima Robot.
Un deuxième album sort en 2007, Monument to the Masses sur lequel figurant les titres "Creeps Me Out" et "Lovers in Captivity". La vidéo qui accompagne ce morceau met en scène Brady Corbet. Cette même année, le contrat qui les liait à Virgin Records prend fin et le groupe continue de jouer sans label sous le management d'Alexis Rivera chez Echo Park Records.
En 2010 sort un troisième album, Another Man's Treasure, et diffuse le titre "Ruthless" sur internet. Ima Robot joue à présent sous le label Werewolf Heart label. Ebert a déclaré que la plupart des titres ont été enregistrés il a deux à quatre ans de ça et qu'il souhaitait toujours jouer à nouveau aux côtés de Tim Anderson et Filip Nikolic.

### Edward Sharpe and the Magnetic Zeros
Après des années d’excès, Alex Ebert décide de suivre une thérapie. Il se sépare de sa petite amie, quitte le domicile et décide de suivre une cure de désintoxication appelée "the twelve-steps program".[réf. nécessaire] Il loue un appartement vide et se coupe du monde extérieur. C’est à cette époque qu’il crée son alter ego, Edward Sharpe. Il déclare à ce propos « Je ne pense pas qu’il faille trop investir dans ce personnage. D’une certaine manière, c’est juste un nom qui m’est venu à l’esprit. J’étais à une période durant laquelle j’avais perdue ma propre identité. Adopter un nouveau nom m’a permis de créer un pont et me retrouver." Ebert développe le personnage d’Edward Sharpe comme d’une figure messianique envoyée sur terre pour sauver les Hommes… mais qui serait encore capable d’être distrait par la gent féminine et de tomber amoureux ».
À cette époque, il rencontre Jade Castrinos avec laquelle il entretient une relation. Ils composent d’abord ensemble et s’associent au collectif d’artistes  The Masses. Malgré leur rupture, ils fondent ensemble le groupe  Edward Sharpe and the Magnetic Zeros qui se compose de 10 membres. Certains des musiciens sont des amis de longue date d’Ebert. En 2009, ils sortent leur premier album, Up from Below. Leur deuxième album, Here, sort en 2012. Le magazine Rolling Stone le place à la 7e position dans son classement des meilleurs albums de l'année.

### Carrière Solo
En 2011, Alex Ebert réalise son premier album solo, Alexander. Il y joue tous les instruments. L’un des titres, Bad Bad Love, est utilisé pour le film Fright Night avec  Colin Farrell et Anton Yelchin. En 2011, le titre "Truth" est utilisé dans l'épisode 1 de la 4e saison de la série Breaking Bad à la fin de l'épisode durant l'investigation de l'appartement de Gale. Ce même titre est également dans l'édition 2.4 de Nova Tunes et sur la bande originale du film Juliette, réalisé par Pierre Godeau et sorti en France le 17 juillet 2013. Le titre Truth est aussi utilisé comme générique de fin du film Covenant de Guy Ritchie sorti en 2022.
Le 12 janvier 2014, il est récompensé du Golden Globe de la meilleure musique de film pour son travail sur la bande originale de All Is Lost de J. C. Chandor.